# Mark 32 (торпеда)
Mark 32 — американская 483-мм противолодочная торпеда для надводных кораблей. Первая американская торпеда с активным акустическим самонаведением. 

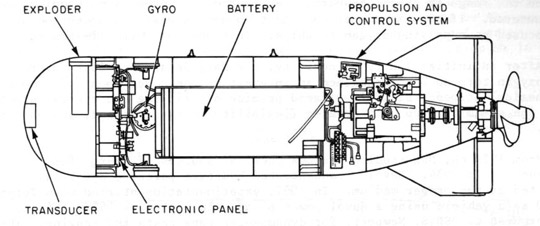
Устройство торпеды Mk 32

Создана в конце Второй мировой войны компанией General Electric, Скенектади, штат Нью-Йорк, в сотрудничестве с научно-исследовательской лабораторией вооружения Университета штата Пенсильвания. Первоначально разрабатывалась для пуска с противолодочных самолётов с ограниченным использованием на эсминцах. За время войны компанией Leeds & Northrup Company, Филадельфия, Пенсильвания, было произведено около 10 единиц, в послевоенное время — 3300 единиц компанией Philco, Филадельфия, Пенсильвания, и Naval Ordnance Station Forest Park, Форест-Парк, Иллинойс. В дальнейшем была заменена торпедой Mk 43.